# Tomoaki Matsukawa
Tomoaki Matsukawa (松川 友明 Matsukawa Tomoaki?), född 18 april 1973 i Kanagawa prefektur, är en japansk före detta fotbollsspelare.
Matsukawa började sin karriär 1996 i Bellmare Hiratsuka. Han spelade 79 ligamatcher för klubben. 2000 flyttade han till Kyoto Purple Sanga. Efter Kyoto Purple Sanga spelade han för Consadole Sapporo och YKK. Han avslutade karriären 2003.